# The Untouchables (videogioco 1994)
The Untouchables è un videogioco sparatutto tratto dalla serie televisiva The Untouchables (1993), pubblicato nel 1994 per Super Nintendo Entertainment System dalla filiale statunitense della Ocean Software. È composto da varie fasi molto diverse per meccaniche e prospettiva.
L'azienda aveva già pubblicato nel 1989-1991 The Untouchables per molte altre piattaforme, composto da fasi simili al successivo, ma con meccaniche differenti e basato invece sul film The Untouchables - Gli intoccabili (1987), pertanto si possono ritenere due giochi distinti.

## Trama
Il giocatore controlla Eliot Ness nella Chicago dell'epoca del proibizionismo e deve affrontare gli sgherri dell'organizzazione criminale di Al Capone in una serie di scontri a fuoco.

## Modalità di gioco
The Untouchables è costituito da cinque livelli con funzionamento tra loro differente, ma sempre di genere sparatutto.
1. Downtown shootout: si affrontano uno alla volta alcuni vicoli con visuale tridimensionale fissa e un breve scorrimento orizzontale, pieni di gangster che spuntano dalle finestre e dalla strada in fondo. Il personaggio del giocatore è visto di spalle e può muoversi a destra e sinistra; è armato di doppietta, può sparare due colpi con un mirino, poi deve ricaricare. Alcuni oggetti fanno da riparo per il giocatore, ma il fuoco nemico li può distruggere.
2. Counterfeit operation: l'unica fase a piattaforme del gioco. Ci si aggira in un magazzino pieno di casse, con visuale di lato e scorrimento in tutte le direzioni. Il magazzino è difeso da gangster con varie armi; Ness li può uccidere sparando in tutte le direzioni. Ci sono bonus sparsi per l'area o nascosti dentro alcune casse distruttibili. Si alternano sezioni dove l'obiettivo è trovare certi oggetti e poi raggiungere l'uscita, e sezioni dove si combattono boss con mitra a canne rotanti. L'ultima sezione, un combattimento contro un carroponte, ha di nuovo la meccanica di gioco del primo livello.
3. The gun run: in un porto nebbioso si affronta uno sparatutto con mirino simile a Cabal, ma con scorrimento orizzontale.
4. The courthouse: qui la scena è mostrata dall'alto, con scorrimento in tutte le direzioni. Il personaggio può muoversi e sparare in tutte le direzioni, dentro un ambiente a labirinto, pieno di gangster, del quale è possibile visualizzare la mappa. Bisogna salvare degli ostaggi sparsi e infine disinnescare una bomba.
5. Alphonse Capone: si combatte con Capone in persona su un tetto piatto. La visuale è in prima persona su una scena fissa con breve scorrimento orizzontale. Si è armati di doppietta come nel primo livello ed è possibile abbassarsi per ripararsi dietro un muretto. C'è un solo avversario da colpire più volte, e la scena si sposta progressivamente verso il bordo del tetto, dove alla fine Capone precipiterà.

Di solito in ogni livello c'è anche un limite di tempo. I livelli sono intervallati da immagini di giornali i cui titoli spiegano brevemente gli eventi accaduti. Negli intermezzi vengono utilizzate anche immagini digitalizzate tratte dalla serie televisiva.